# Monona, Iowa
Monona là một thành phố thuộc quận Clayton, tiểu bang Iowa, Hoa Kỳ. Năm 2010, dân số của thành phố này là 1549 người.

## Dân số
Dân số qua các năm:
- Năm 2000: 1550 người.
- Năm 2010: 1549 người.